# Agammaglobulinemia ligada al cromosoma X
La agammaglobulinemia ligada al cromosoma X (XLA), también llamada agammaglobulinemia de Bruton, es una enfermedad congénita, de origen genético y transmisión hereditaria ligada al cromosoma X, que se caracteriza por provocar un déficit de inmunidad (inmunodeficiencia). Los pacientes afectados presentan incapacidad para que unas células del sistema inmune llamadas linfocitos B precursores (linfopoyesis), pasen a convertirse en linfocitos B y células plasmáticas. Las células plasmáticas son las encargadas de producir anticuerpos o inmunoglobulinas. Como consecuencia los pacientes que presentan esta afección carecen de inmunoglobulinas y son muy propensos a presentar infecciones repetidas desde la infancia, como otitis, conjuntivitis, dermatitis y sinusitis. También infecciones graves como neumonía, sepsis o meningitis que ponen en peligro la vida del enfermo.
La enfermedad afecta únicamente a los varones y está originada por una mutación en el gen BTK o tirosin-cinasa de Bruton que se encuentra situado en el cromosoma X. La BTK juega un papel crucial en la maduración de los linfocitos B así como en la activación de otras células, como los mastocitos.
La primera descripción de la afección fue realizada en el año 1952 por el pediatra norteamericano Ogden Bruton (1908-2003), el cual estudió detenidamente el caso de un niño de 8 años que presentaba neumonías recurrentes y falta de gammaglobulinas en sangre.

## Epidemiología
La prevalencia estimada es de 1/350.000 a 1/700.000. Se desconoce la incidencia anual. El trastorno se ha reportado en diversos grupos étnicos a nivel mundial. Afecta únicamente a varones y las mujeres son portadoras asintomáticas.

## Clínica
En el examen físico de estos niños es típico encontrar la ausencia de amidgalas muy pequeñas y adenopatías, así como una disminución del peso y la talla para su edad.
Se ha descrito en algunos pacientes cursan con manifestaciones autoinmunes como la colitis ulcerativa, una artritis similar a la reumatoide juvenil y anemia hemolítica autoinmune.

## Diagnóstico
Debe corroborarse ausencia o la marcada disminución de las 5 clases de inmunoglobulinas (Igs) en sangre por electroforésis proteica, difícil antes de los 6 meses de edad, debido a la presencia de anticuerpos maternos, por lo que puede realizarse un procedimiento más invasivo como es una biopsia intestinal que muestre la ausencia de células plasmáticas en la lámina propia del intestino.
No se altera en éstos pacientes: la respuesta celular, la cuantificación de subpoblaciones linfocitarias T, la prueba de hipersensibilidad retardada, la linfoproliferación frente a la fitohemaglutinina y el cultivo mixto de linfocitos que muestran valores normales; de igual forma, la actividad de las células asesinas naturales es normal.

## Tratamiento
El tratamiento consiste en administrar gammaglobulina IV a razón de 200 - 500 mg/kg/dosis cada 2 a 4 semanas por varios ciclos.  Dosis mayores a 500 mg/kg son efectivas para la prevención de infección bacteriana. Educación a familiares extremando medidas de higiene personal y ambiental, protección de barreras naturales, evitando procedimientos invasivos, nutrición adecuada, lactancia, y el uso de antibióticos sistémicos de amplio espectro en el tratamiento de infecciones. A los pacientes no se les puede administrar vacunas vivas atenuadas, trasplante de MO y stem cell y terapia génica para el reemplazo del gen afectado se ha estudiado para el tratamiento de la enfermedad.